# Pachyserica marmorata
Pachyserica marmorata är en skalbaggsart som beskrevs av Blanchard 1850. Pachyserica marmorata ingår i släktet Pachyserica och familjen Melolonthidae. Inga underarter finns listade i Catalogue of Life.